# Gewetensgevangene
Gewetensgevangenen zijn politieke gevangenen die geen geweld hebben gepleegd, en zich ook niet schuldig hebben gemaakt aan daden die in democratische landen doorgaans als strafbaar worden gezien. Gewetensgevangenen zitten dus alleen vast vanwege hun geloof of overtuiging. Een bekende gewetensgevangene was de Chinese mensenrechtenactivist Liu Xiaobo, winnaar van de Nobelprijs voor de vrede in 2010. Liu Xiaobo werd door Amnesty International gezien als gewetensgevangene.